# Tramway d'Ulm
Le tramway de Ulm est une partie du réseau de transport public de Ulm, en Allemagne. L'unique ligne est exploitée par Stadtwerken Ulm/Neu-Ulm GmbH (SWU)

## Réseau actuel
Une seule ligne de 10,2 kilomètres est actuellement en service. Toutefois, le réseau devrait se doter d'une seconde ligne de 11 km pour une ouverture en 2018. 

### Exploitation
Depuis 2003, le réseau utilise exclusivement des Siemens Combino.
En juillet 2014, 12 rames Siemens Avenio sont commandées dans le cadre de la seconde ligne de tramway. La signature du contrat se fait en mai 2015. Les rames feront 31,5 m de long et seront livrées à partir de 2017 jusqu'en 2018.